# Список дипломатических миссий Намибии
Список дипломатических миссий Намибии — перечень дипломатических миссий (посольств) и представительств Намибии в странах мира.

## Европа
- Австрия
  - Вена (посольство)
- Бельгия
  - Брюссель (посольство)
- Великобритания
  - Лондон (высшее уполномоченное представительство)
- Германия
  - Берлин (посольство)
- Россия
  - Москва (посольство)
- Франция
  - Париж (посольство)
- Швеция
  - Стокгольм (посольство)

## Азия
- Индия
  - Нью-Дели (высшее уполномоченное представительство)
- Китай
  - Пекин (посольство)
- Малайзия
  - Куала-Лумпур (высшее уполномоченное представительство)

## Америка
- Бразилия
  - Бразилиа (посольство)
- Куба
  - Гавана (посольство)
- США
  - Вашингтон (посольство)

## Африка
- Ангола
  - Луанда (посольство)
- Ботсвана
  - Габороне (высшее уполномоченное представительство)
- Египет
  - Каир (посольство)
- Замбия
  - Лусака (высшее уполномоченное представительство)
- Зимбабве
  - Хараре (посольство)
- ДР Конго
  - Киншаса (посольство)
- Нигерия
  - Абуджа (высшее уполномоченное представительство)
- Танзания
  - Дар-эс-Салам (высшее уполномоченное представительство)
- Эфиопия
  - Аддис-Абеба (посольство)
- ЮАР
  - Претория (высшее уполномоченное представительство)
  - Кейптаун (генеральное консульство)

## Международные организации
- Аддис-Абеба (постоянное представительство при Африканском союзе)
- Брюссель (постоянное представительство при ЕС)
- Нью-Йорк (постоянное представительство при ООН)